# 蔡秉徳
蔡 秉徳（チェ・ピョンドク、채병덕、1915年4月17日 - 1950年7月27日）は、大日本帝国及び大韓民国の陸軍軍人。最終階級は、日本軍人としては少佐、韓国軍人としては中将。創氏改名による日本名は大島 秉徳。本貫は平康蔡氏。岳父に白洪錫。

## 経歴
日本統治時代の朝鮮・平壌で蔡観洙の次男として生まれた。1923年春、平壌鍾路普通学校に入学。1日も欠席せず、6年皆勤賞を受け、成績も優れており首席であった。1929年、朝鮮人は入学するのが難しかった日本人学校の平壌第一中学校に入学。ここでも日本人学生を抜いて首席を維持し続けていた。特に数学が良く、物理、歴史、地理も成績が良かった。英語は好きでなかったが、嫌々ながらも勉強をしていたため成績は悪くなかった。体育も優れ、とくに柔道と陸上で頭角を現したという。青少年期の蔡を知る人達は皆、彼が秀才であると同時に努力家で誠実だったことを認めている。
4年生になった時、配属将校や校長の勧めにより日本の陸軍士官学校入学試験を受けることを決意した。
1933年4月、陸士（49期）に入学。朝鮮人ではただ一人の日本陸軍士官学校現役合格者。予科2年に入ると兵科で分けられるようになり、野戦砲兵科を第1志望としたが、第2志望の重砲兵科に決定された。1935年3月に予科を修了後、4月から9月まで佐世保の重砲兵連隊で隊付勤務。
同年10月、6か月間の隊附勤務を終えて陸士本科に入学。戦術・戦略にはあまり興味が無く、数学に秀でており、重砲兵を志願し要塞重砲兵科を卒業した。卒業後、佐世保の重砲兵連隊に配属。1937年8月21日に砲兵少尉任官。1938年3月30日、中尉。同年6月5日、平壌で白洪錫と丁洪範の長女、白慶和と結婚式を挙げた。1939年冬、陸軍砲工学校に入学。卒業後は陸軍兵器学校教官となり、1940年には大阪の陸軍造兵廠勤務となった。日本軍では度々上官と衝突しており、特に大阪陸軍造兵廠勤務中は廠長に反抗したため陸軍大学校に入学することが出来なかったと言われている。1941年3月、大尉。1944年3月1日、少佐。
終戦時は仁川の富平陸軍造兵廠第一工場長。兵器関係畑だったため日本陸軍時代には一度も戦場経験をしていない。将来韓国に軍隊が作られる際、戦力の土台となる工業と兵器生産にこの造兵施設が必要と考え、工員を説得して器材の確保及び管理に務めたが、米軍によって撤去されてしまった。
第二次世界大戦終結後は、1946年1月、新たに発足した南朝鮮国防警備隊に入隊。軍事英語学校卒（軍番10002番）。任大尉。1948年8月の大韓民国成立に伴い、大韓民国陸軍に勤務。第1連隊A中隊長、統衛部特別部隊長、第4旅団長などを務めたのち、1949年5月9日より第2代陸軍参謀総長。
しかし、38度線での南北交易の不正をめぐる南北交易事件で強硬な対応を主張する金錫源・第一師団長（日本陸士27期）と衝突。このことに激怒した大統領の李承晩は1949年10月10日、蔡、金ともども予備役編入とした。しかし李範奭国務総理の信任が厚かったことから、蔡は同年12月14日、国防部兵器行政本部長として現役復帰し、金錫源は開戦するまで再登用されなかった。1950年4月末、再び陸軍参謀総長となった。
1950年6月25日、朝鮮戦争が開戦、朝鮮人民軍迎撃の指揮に当たるも兵力の逐次投入を余儀なくされ、韓国軍はソウルを喪失した（ソウル会戦）。蔡は6月29日陸軍参謀総長を解任、臨時編成軍司令官に降格された。7月27日、アメリカ陸軍第29連隊第3大隊と同行中、河東峠において彼我不明の集団と遭遇した。蔡が誰何した途端に猛烈な射撃を受け、蔡は頭部に銃創を受けて戦死した。この戦いで米第3大隊は甚大な損害を受けた。死後、中将に特進した。

## 死後の評価
2005年8月29日、民族問題研究所と親日人名辞典編纂委員会が発表した親日人名辞典名簿3090人の中に親日派としてリストアップされた。

## その他
蔡の軍番は2番であったが、1番の軍番が自分より年下で軍歴も浅かった李亨根に与えられたことを不満に思い、李亨根や人事担当者であった林善河とは折り合いが悪かったという。
体重100キロ以上の巨漢で、デブの蔡（チェ）と綽名されていた。李鍾賛によれば、中国から帰還した1940年には、脂肪が付いて陸軍中尉として貫禄がでていたという。
迫力があり、政治性に富み、部下の面倒見が良い好人物であったという。
満州国軍出身の丁一権を「丁は辻政信より優秀だ」と言って重用した。1950年7月に蔡の後任に丁一権が参謀総長に就任した際、丁は辞令書をしぶしぶ出して「私は次長としてあなたを助けに来たんです。ところがこの辞令をいただいてしまいました。申し訳なく思います」と言うと、蔡は「じゃあ、俺の後任は丁将軍か！」と嬉し涙を流しながら感情を込めて丁の肩を叩いた。
ソウル防衛時、蔡と行を共にした連絡官のハウスマン大尉は「奇襲されたという背景と状況の不明確、及び李亨根准将が終始蔡総長の方針に批判的であったことから考え、結果からだけで蔡総長の戦略能力を評価するのは酷である。結果論だけが横行しているが、事の真実を究めたうえで評価するべきであり、彼1人の責に帰するのは妥当ではない。死んだ者を責めるのは容易だが、歴史家はその安易さに頼るべきでない」としている。
駐韓軍事顧問団団長のロバーツが1949年8月19日にチャールズ・ボルトに送った手紙には、蔡秉徳について「総参謀長は日本で教育を受けた砲兵少佐で、彼は熱心に努力し、助言を聞き、装備を売らず、おそらく今その職務にとって最良な人物。彼は好感が持て、太っていて、昇進を望んでおり、少将であるが、彼とほぼ同列の顧問官に大きく頼っている。」と書かれている。
南北交易事件について李應俊は「あれは金錫源の一徹と頑固さが、問題を拗らせたものである。蔡は賄を取るようなことの出来る男ではなかった。潔白で、貧乏だった。法的にも蔡の言分が正しい。しかし金錫源は、思い込んだら命がけのあのような性格だから…」としている。
姜英勲によれば、蔡秉徳は「私が総参謀長になれば、君を人事、白善燁を情報、姜文奉を作戦、楊国鎮を軍需局長に任命する」と話し、総参謀長に推薦するように促した。姜英勲はこれを断ったが、後に総参謀長となった蔡秉徳は姜英勲を国会連絡将校に任命した。